# Dirka po Sloveniji 2022
Dirka po Sloveniji 2022 je bila osemindvajseta izvedba Dirke po Sloveniji. To je bila etapna dirka UCI ProSeries, ki je potekala od 15. do 19. junija 2022, v skupni dolžini 791,6 kilometra.
Dirko je zmagal Tadej Pogačar, drugi je bil Rafał Majka, tretji pa Domen Novak.
Nosilci preostalih majic so bili: Tadej Pogačar tudi po točkah (rdeča), Rafał Majka tudi na gorskih ciljih (modra), Vojtěch Řepa najboljši mladi kolesar (bela) in ekipno Caja Rural–Seguros RGA.
Prejšnjo sezono je bila dirka pod okriljem UCI Europe Tour in UCI ProSeries (od zdaj le še slednje).

## Ekipe
Dirko je začelo 144 kolesarjev iz 21 ekip, od tega jo je končalo 124 kolesarjev.

### UCI WorldTeams
- Astana Qazaqstan Team
- Team Bahrain Victorious
- Team BikeExchange–Jayco
- UAE Team Emirates

### UCI ProTeams
- Alpecin–Fenix
- Bardiani–CSF–Faizanè
- Caja Rural–Seguros RGA
- Drone Hopper–Androni Giocattoli
- Eolo–Kometa
- Equipo Kern Pharma
- Euskaltel–Euskadi

### UCI Continental Teams
- Adria Mobil
- China Glory Continental Cycling Team
- Cycling Team Kranj
- Dukla Banská Bystrica
- Global 6 Cycling
- HRE Mazowsze Serce Polski
- Ljubljana Gusto Santic
- MG.K vis Colors for Peace VPM[a]
- Team Felbermayr–Simplon Wels

### Državna reprezentanca
- Slovenija

## Trasa in etape
| Etapa  | Datum     | Trasa                  | Dolžina  | Disciplina | Disciplina      | Zmagovalec        |
| ------ | --------- | ---------------------- | -------- | ---------- | --------------- | ----------------- |
| 1      | 15. junij | Nova Gorica – Postojna | 164,7 km |            | razgibana etapa | Rafał Majka       |
| 2      | 16. junij | Ptuj – Rogaška Slatina | 174,1 km |            | razgibana etapa | Dylan Groenewegen |
| 3      | 17. junij | Žalec – Celje          | 144,6 km |            | razgibana etapa | Tadej Pogačar     |
| 4      | 18. junij | Laško – Velika Planina | 152,1 km |            | gorska etapa    | Rafał Majka       |
| 5      | 19. junij | Vrhnika – Novo Mesto   | 156,1 km |            | razgibana etapa | Tadej Pogačar     |
| Skupaj | Skupaj    | 791,6 km               | 791,6 km | 791,6 km   | 791,6 km        | 791,6 km          |

### Etapa 1
15. junij 2022 – 164,7 km
| Mesto                       | Kolesar           | Ekipa                   | Čas        |
| --------------------------- | ----------------- | ----------------------- | ---------- |
| Uradni rezultati            |                   |                         |            |
| 1.                          | Rafał Majka       | UAE Team Emirates       | 4h 02' 10" |
| 2.                          | Domen Novak       | Team Bahrain Victorious | + 2"       |
| 3.                          | Tadej Pogačar     | UAE Team Emirates       | + 2"       |
| 4.                          | Vincenzo Albanese | Eolo–Kometa             | + 48"      |
| 5.                          | Luka Mezgec       | Team BikeExchange–Jayco | + 48"      |
| 6.                          | Nicola Conci      | Alpecin–Fenix           | + 48"      |
| 7.                          | Matej Mohorič     | Team Bahrain Victorious | + 48"      |
| 8.                          | Fernando Barceló  | Caja Rural–Seguros RGA  | + 48"      |
| 9.                          | Davide Gabburo    | Bardiani–CSF–Faizanè    | + 48"      |
| 10.                         | Fabio Felline     | Astana Qazaqstan Team   | + 48"      |
| Skupni seštevek po 1. etapi |                   |                         |            |
| 1.                          | Rafał Majka       | UAE Team Emirates       | 4h 02' 00" |
| 2.                          | Domen Novak       | Team Bahrain Victorious | + 6"       |
| 3.                          | Tadej Pogačar     | UAE Team Emirates       | + 8"       |
| 4.                          | Vincenzo Albanese | Eolo–Kometa             | + 58"      |
| 5.                          | Luka Mezgec       | Team BikeExchange–Jayco | + 58"      |
| 6.                          | Nicola Conci      | Alpecin–Fenix           | + 58"      |
| 7.                          | Matej Mohorič     | Team Bahrain Victorious | + 58"      |
| 8.                          | Fernando Barceló  | Caja Rural–Seguros RGA  | + 58"      |
| 9.                          | Davide Gabburo    | Bardiani–CSF–Faizanè    | + 58"      |
| 10.                         | Fabio Felline     | Astana Qazaqstan Team   | + 58"      |

### Etapa 2
16. junij 2022 – 174,1 km
Na drugi valoviti etapi sta ekipo Team Bahrain Victorious na čelu vodila Matej Mohorič and Jan Tratnik, ki sta skušala razbiti glavnino narazen, da bi se znebila klasičnih šprinterjev kot so (Tim Merlier, Pascal Ackermann, Dylan Groenewegen) ter tako pomagati svojemu ravnokar novopridruženemu članu ekipe Matevžu Govekarju. Ackermann (UAE Team Emirates) in Merlier (Alpecin–Fenix) sta oba kmalu odpadla, a se je Ackermannu uspelo spet pridružiti glavnini tik pred ciljem. 
Etapo je dobil Dylan Groenewegen s pomočjo vodilnega sprinterja Luke Mezgeca.
| Mesto                       | Kolesar           | Ekipa                           | Čas        |
| --------------------------- | ----------------- | ------------------------------- | ---------- |
| Uradni rezultati            |                   |                                 |            |
| 1.                          | Dylan Groenewegen | Team BikeExchange–Jayco         | 4h 12' 51" |
| 2.                          | Lionel Taminiaux  | Alpecin–Fenix                   | + 0"       |
| 3.                          | Pascal Ackermann  | UAE Team Emirates               | + 0"       |
| 4.                          | Filippo Fiorelli  | Bardiani–CSF–Faizanè            | + 0"       |
| 5.                          | Luca Colnaghi     | Bardiani–CSF–Faizanè            | + 0"       |
| 6.                          | Fabio Felline     | Astana Qazaqstan Team           | + 0"       |
| 7.                          | Vincenzo Albanese | Eolo–Kometa                     | + 0"       |
| 8.                          | Michele Gazzoli   | Astana Qazaqstan Team           | + 0"       |
| 9.                          | Matevž Govekar    | Team Bahrain Victorious         | + 0"       |
| 10.                         | Mattia Bais       | Drone Hopper–Androni Giocattoli | + 0"       |
| Skupni seštevek po 2. etapi |                   |                                 |            |
| 1.                          | Rafał Majka       | UAE Team Emirates               | 8h 14' 51" |
| 2.                          | Domen Novak       | Team Bahrain Victorious         | + 6"       |
| 3.                          | Tadej Pogačar     | UAE Team Emirates               | + 8"       |
| 4.                          | Vojtěch Řepa      | Equipo Kern Pharma              | + 55"      |
| 5.                          | Vincenzo Albanese | Eolo–Kometa                     | + 58"      |
| 6.                          | Fabio Felline     | Astana Qazaqstan Team           | + 58"      |
| 7.                          | Davide Gabburo    | Bardiani–CSF–Faizanè            | + 58"      |
| 8.                          | Nicola Conci      | Alpecin–Fenix                   | + 58"      |
| 9.                          | Luka Mezgec       | Team BikeExchange–Jayco         | + 58"      |
| 10.                         | Joel Nicolau      | Caja Rural–Seguros RGA          | + 58"      |

### Etapa 3
17. junij 2022 – 144,6 km
| Mesto                       | Kolesar           | Ekipa                           | Čas         |
| --------------------------- | ----------------- | ------------------------------- | ----------- |
| Uradni rezultati            |                   |                                 |             |
| 1.                          | Tadej Pogačar     | UAE Team Emirates               | 3h 27' 09"  |
| 2.                          | Rafał Majka       | UAE Team Emirates               | + 11"       |
| 3.                          | Nicola Conci      | Alpecin–Fenix                   | + 14"       |
| 4.                          | Luka Mezgec       | Team BikeExchange–Jayco         | + 36"       |
| 5.                          | Vincenzo Albanese | Eolo–Kometa                     | + 36"       |
| 6.                          | Matej Mohorič     | Team Bahrain Victorious         | + 36"       |
| 7.                          | Davide Gabburo    | Bardiani–CSF–Faizanè            | + 37"       |
| 8.                          | Fernando Barceló  | Caja Rural–Seguros RGA          | + 37"       |
| 9.                          | Luca Chirico      | Drone Hopper–Androni Giocattoli | + 41"       |
| 10.                         | Joel Nicolau      | Caja Rural–Seguros RGA          | + 43"       |
| Skupni seštevek po 3. etapi |                   |                                 |             |
| 1.                          | Tadej Pogačar     | UAE Team Emirates               | 11h 41' 58" |
| 2.                          | Rafał Majka       | UAE Team Emirates               | + 7"        |
| 3.                          | Domen Novak       | Team Bahrain Victorious         | + 55"       |
| 4.                          | Nicola Conci      | Alpecin–Fenix                   | + 1' 10"    |
| 5.                          | Vincenzo Albanese | Eolo–Kometa                     | + 1' 36"    |
| 6.                          | Luka Mezgec       | Team BikeExchange–Jayco         | + 1' 36"    |
| 7.                          | Matej Mohorič     | Team Bahrain Victorious         | + 1' 36"    |
| 8.                          | Davide Gabburo    | Bardiani–CSF–Faizanè            | + 1' 37"    |
| 9.                          | Joel Nicolau      | Caja Rural–Seguros RGA          | + 1' 43"    |
| 10.                         | Vojtěch Řepa      | Equipo Kern Pharma              | + 1' 43"    |

### Etapa 4
18. junij 2022 – 152,5 km
Gorska etapa z dvema vzponoma 3. kategorije (Jesenovo; v dolžini 2,8 km pri 6,9%, Trojane; 2,4 km dolžine pri 8,2%), en vzpon 2. kategorije (Črnivec) ; 10,6 km dolžine pri 5,7 %) in en vzpon 1. kategorije (Velika Planina; 8,2 km dolžine pri 7,6 %) sta pokazala popolno prevlado Rafał Majka in Tadej Pogačar (oba UAE Team Emirates), kjer je bil zmagovalec rešen z igro z rokami Rock paper scissors pred ciljno črto.
| Mesto                       | Kolesar           | Ekipa                                | Čas         |
| --------------------------- | ----------------- | ------------------------------------ | ----------- |
| Uradni rezultati            |                   |                                      |             |
| 1.                          | Rafał Majka       | UAE Team Emirates                    | 3h 53' 52"  |
| 2.                          | Tadej Pogačar     | UAE Team Emirates                    | + 0"        |
| 3.                          | Fernando Barceló  | Caja Rural–Seguros RGA               | + 22"       |
| 4.                          | Alex Tolio        | Bardiani–CSF–Faizanè                 | + 24"       |
| 5.                          | Vincenzo Albanese | Eolo–Kometa                          | + 24"       |
| 6.                          | Vojtěch Řepa      | Equipo Kern Pharma                   | + 28"       |
| 7.                          | Sean Bennett      | China Glory Continental Cycling Team | + 33"       |
| 8.                          | Edward Ravasi     | Eolo–Kometa                          | + 43"       |
| 9.                          | Robert Stannard   | Alpecin–Fenix                        | + 52"       |
| 10.                         | Jon Agirre        | Equipo Kern Pharma                   | + 55"       |
| Skupni seštevek po 4. etapi |                   |                                      |             |
| 1.                          | Tadej Pogačar     | UAE Team Emirates                    | 15h 35' 44" |
| 2.                          | Rafał Majka       | UAE Team Emirates                    | + 3"        |
| 3.                          | Domen Novak       | Team Bahrain Victorious              | + 1' 56"    |
| 4.                          | Vincenzo Albanese | Eolo–Kometa                          | + 2' 07"    |
| 5.                          | Vojtěch Řepa      | Equipo Kern Pharma                   | + 2' 17"    |
| 6.                          | Nicola Conci      | Alpecin–Fenix                        | + 2' 41"    |
| 7.                          | Paul Double       | MG.K vis Colors for Peace VPM        | + 2' 56"    |
| 8.                          | Joel Nicolau      | Caja Rural–Seguros RGA               | + 3' 04"    |
| 9.                          | Fernando Barceló  | Caja Rural–Seguros RGA               | + 3' 16"    |
| 10.                         | Davide Gabburo    | Bardiani–CSF–Faizanè                 | + 3' 47"    |

### Etapa 5
19. junij 2022 – 156,1 km
| Mesto            | Kolesar            | Ekipa                   | Čas        |
| ---------------- | ------------------ | ----------------------- | ---------- |
| Uradni rezultati |                    |                         |            |
| 1.               | Tadej Pogačar      | UAE Team Emirates       | 3h 42' 35" |
| 2.               | Matej Mohorič      | Team Bahrain Victorious | + 0"       |
| 3.               | Rafał Majka        | UAE Team Emirates       | + 3"       |
| 4.               | Luka Mezgec        | Team BikeExchange–Jayco | + 26"      |
| 5.               | Fabio Felline      | Astana Qazaqstan Team   | + 26"      |
| 6.               | Nicola Conci       | Alpecin–Fenix           | + 26"      |
| 7.               | Filippo Fiorelli   | Bardiani–CSF–Faizanè    | + 26"      |
| 8.               | Vincenzo Albanese  | Eolo–Kometa             | + 26"      |
| 9.               | Antonio Jesús Soto | Euskaltel–Euskadi       | + 26"      |
| 10.              | Fernando Barceló   | Caja Rural–Seguros RGA  | + 26"      |

## Razvrstitev vodilnih
| Etapa          | Zmagovalec        | Skupno        | Po točkah     | Gorski cilji | Mladi kolesarji | Ekipno                  |
| -------------- | ----------------- | ------------- | ------------- | ------------ | --------------- | ----------------------- |
| 1              | Rafał Majka       | Rafał Majka   | Rafał Majka   | Rafał Majka  | Alex Tolio      | Team Bahrain Victorious |
| 2              | Dylan Groenewegen | Rafał Majka   | Rafał Majka   | Rafał Majka  | Vojtěch Řepa    | Team Bahrain Victorious |
| 3              | Tadej Pogačar     | Tadej Pogačar | Rafał Majka   | Rafał Majka  | Vojtěch Řepa    | Caja Rural–Seguros RGA  |
| 4              | Rafał Majka       | Tadej Pogačar | Rafał Majka   | Rafał Majka  | Vojtěch Řepa    | Caja Rural–Seguros RGA  |
| 5              | Tadej Pogačar     | Tadej Pogačar | Tadej Pogačar | Rafał Majka  | Vojtěch Řepa    | Caja Rural–Seguros RGA  |
| Končni nosilci | Končni nosilci    | Tadej Pogačar | Tadej Pogačar | Rafał Majka  | Vojtěch Řepa    | Caja Rural–Seguros RGA  |

## Končna razvrstitev
| Legenda | Legenda                      | Legenda | Legenda                          |
| ------- | ---------------------------- | ------- | -------------------------------- |
|         | Zmagovalec skupnega seštevka |         | Zmagovalec gorskih ciljev        |
|         | Zmagovalec po točkah         |         | Zmagovalec med mladimi kolesarji |

### Skupno
| Uvr. | Kolesar           | Ekipa                         | Čas         |
| ---- | ----------------- | ----------------------------- | ----------- |
| 1.   | Tadej Pogačar     | UAE Team Emirates             | 19h 18' 09" |
| 2.   | Rafał Majka       | UAE Team Emirates             | + 12"       |
| 3.   | Domen Novak       | Team Bahrain Victorious       | + 2' 32"    |
| 4.   | Vincenzo Albanese | Eolo–Kometa                   | + 2' 42"    |
| 5.   | Vojtěch Řepa      | Equipo Kern Pharma            | + 3' 10"    |
| 6.   | Nicola Conci      | Alpecin–Fenix                 | + 3' 17"    |
| 7.   | Paul Double       | MG.K vis Colors for Peace VPM | + 3' 32"    |
| 8.   | Joel Nicolau      | Caja Rural–Seguros RGA        | + 3' 40"    |
| 9.   | Fernando Barceló  | Caja Rural–Seguros RGA        | + 3' 52"    |
| 10.  | Davide Gabburo    | Bardiani–CSF–Faizanè          | + 4' 23"    |

### Po točkah
| Uvr. | Kolesar           | Ekipa                   | Točke |
| ---- | ----------------- | ----------------------- | ----- |
| 1.   | Tadej Pogačar     | UAE Team Emirates       | 86    |
| 2.   | Rafał Majka       | UAE Team Emirates       | 86    |
| 3.   | Vincenzo Albanese | Eolo–Kometa             | 55    |
| 4.   | Luka Mezgec       | Team BikeExchange–Jayco | 40    |
| 5.   | Matej Mohorič     | Team Bahrain Victorious | 39    |
| 6.   | Fernando Barceló  | Caja Rural–Seguros RGA  | 38    |
| 7.   | Nicola Conci      | Alpecin–Fenix           | 36    |
| 8.   | Domen Novak       | Team Bahrain Victorious | 32    |
| 9.   | Fabio Felline     | Astana Qazaqstan Team   | 28    |
| 10.  | Dylan Groenewegen | Team BikeExchange–Jayco | 25    |

### Gorski cilji
| Uvr. | Kolesar           | Ekipa                                | Točke |
| ---- | ----------------- | ------------------------------------ | ----- |
| 1.   | Rafał Majka       | UAE Team Emirates                    | 30    |
| 2.   | Tadej Pogačar     | UAE Team Emirates                    | 23    |
| 3.   | Viktor Potočki    | Ljubljana Gusto Santic               | 12    |
| 4.   | Samuele Zoccarato | Bardiani–CSF–Faizanè                 | 10    |
| 5.   | Domen Novak       | Team Bahrain Victorious              | 9     |
| 6.   | Fernando Barceló  | Caja Rural–Seguros RGA               | 6     |
| 7.   | Alex Tolio        | Bardiani–CSF–Faizanè                 | 4     |
| 8.   | Matej Mohorič     | Team Bahrain Victorious              | 4     |
| 9.   | Tomasz Budziński  | HRE Mazowsze Serce Polski            | 4     |
| 10.  | Lucas De Rossi    | China Glory Continental Cycling Team | 3     |

### Mladi kolesarji
| Uvr. | Kolesar             | Ekipa                           | Čas         |
| ---- | ------------------- | ------------------------------- | ----------- |
| 1.   | Vojtěch Řepa        | Equipo Kern Pharma              | 19h 21' 19" |
| 2.   | Alex Tolio          | Bardiani–CSF–Faizanè            | + 2' 28"    |
| 3.   | Santiago Umba       | Drone Hopper–Androni Giocattoli | + 20' 05"   |
| 4.   | Gal Glivar          | Adria Mobil                     | + 25' 01"   |
| 5.   | Dylan Hopkins       | Ljubljana Gusto Santic          | + 26' 42"   |
| 6.   | Carlos Canal        | Euskaltel–Euskadi               | + 26' 55"   |
| 7.   | Matevž Govekar      | Team Bahrain Victorious         | + 27' 52"   |
| 8.   | Alessandro Fancellu | Eolo–Kometa                     | + 40' 42"   |
| 9.   | Francesco Carollo   | MG.K vis Colors for Peace VPM   | + 41' 01"   |
| 10.  | Alexandre Balmer    | Team BikeExchange–Jayco         | + 41' 38"   |

### Ekipno
| Uvr. | Ekipa                           | Čas         |
| ---- | ------------------------------- | ----------- |
| 1.   | Caja Rural–Seguros RGA          | 58h 05' 54" |
| 2.   | Eolo–Kometa                     | + 3' 09"    |
| 3.   | Equipo Kern Pharma              | + 10' 06"   |
| 4.   | UAE Team Emirates               | + 10' 09"   |
| 5.   | Team Bahrain Victorious         | + 10' 42"   |
| 6.   | Bardiani–CSF–Faizanè            | + 12' 57"   |
| 7.   | Alpecin–Fenix                   | + 17' 39"   |
| 8.   | Drone Hopper–Androni Giocattoli | + 42' 39"   |
| 9.   | Euskaltel–Euskadi               | + 48' 20"   |
| 10.  | Team BikeExchange–Jayco         | + 53' 04"   |

## Zabeležke
1. ↑  Ekipa Team ColoQuick (DAN) je v zadnji minuti odpovedala udeležbo, zato jo je nadomestila italijanska ekipa MG.K vis Colors for Peace VPM.